# Helldorado
Helldorado es un álbum de la banda de heavy metal W.A.S.P., lanzado en 1999. La producción no recibió buenas críticas, incluso muchos fanáticos de la agrupación desaprobaron el nuevo estilo de voz que adoptó Blackie Lawless. Como en sus producciones anteriores, se añadió una cuota de polémica, especialmente en la canción «Cocaine Cowboys», que en su letra contiene la cita Cocaine Cowboys Never Die (traduce Los Vaqueros de la Cocaína Nunca Mueren).

## Lista de canciones
- Todas las canciones escritas por Blackie Lawless.

1. «Drive By» - 0:55
2. «Helldorado» - 5:05
3. «Don't Cry (Just Suck)» - 4:16
4. «Damnation Angels» - 6:27
5. «Dirty Balls» - 5:19
6. «High on the Flames» - 4:11
7. «Cocaine Cowboys» - 3:57
8. «Can't Die Tonight» - 4:04
9. «Saturday Night Cockfight» - 3:20
10. «Hot Rods to Hell (Helldorado Reprise)» - 4:15